# Smash Your Head Against the Wall
Albums de John Entwistle
Whistle Rymes
(1972)
Smash Your Head Against the Wall est le premier album solo de John Entwistle, bassiste, chanteur et corniste du groupe britannique The Who, sorti en mai 1971. Sa couverture représente Entwistle avec un masque funéraire, regardant au travers d'une radio de poumons, une parodie des publicités anti-cigarette de l'époque.
L'album en lui-même présente une vue bien plus pessimiste et agressive de la vie que même les Who dans leurs morceaux les plus agressifs. Le morceau de fin, I Believe In Everything, qui se finit par un fade out sur Rudolph the Red-Nosed Reindeer, clôt l'album sur une surprenante et joyeuse ambiance. L'album contient également une reprise de Heaven and Hell, une chanson des Who composée et chantée par Entwistle, ainsi qu'une sorte de « suite » à Boris the Spider, My Size, qui se finit sur le riff de Boris the Spider. Pete Townshend des Who a une fois admis « On a plus appris de John grâce à cet album que pendant toutes les années durant lesquelles il a joué la basse avec nous », une référence à la fois à son caractère calme et discret, et à ses capacités de compositeur, jusqu'alors ignorées.
L'album est bien accueilli sur AllMusic avec une note de 4,5 sur 5.

## Liste des titres
Toutes les chansons sont composées par John Entwistle.
| No | Titre                         | Durée |
| -- | ----------------------------- | ----- |
| 1. | My Size                       |       |
| 2. | Pick Me Up (Big Chicken)      |       |
| 3. | What Are We Doing Here?       |       |
| 4. | What Kind of People Are They? |       |
| 5. | Heaven and Hell               |       |
| 6. | Ted End                       |       |
| 7. | You're Mine                   |       |
| 8. | No. 29 (External Youth)       |       |
| 9. | I Believe in Everything       |       |

## Personnel
- John Entwistle - chant, basse, bugle, trompette, trombone percussions, piano, claviers
- Dave « Cyrano » Langston - guitare électrique et acoustique, chœurs
- Jerry Shirley - batterie
- Vivian Stanshall - percussions latino-américaines (8)
- Keith Moon - percussions latino-américaines (8), chœurs
- Neil Innes - percussions latino-américaines (8), chœurs